# Andrzej Wójcik (muzyk)
Andrzej Wójcik – polski perkusista, muzyk sesyjny.

## Kariera muzyczna
Wywodzi się z warszawskiego środowiska muzycznego. Był członkiem soulowej Grupy X (1968–1969), bigbeatowych zespołów Warszawskie Kuranty (1969) i 96 Uniesienie Miłosne Cioci Klotyldy, Czyli Przymusowe Zrzeszenie Właścicieli Młynków Do Pieprzu (1969) oraz rockowych Janczarów (1971–1972 – m.in. w marcu 1971 roku zespół zdobył I nagrodę, zaś on sam specjalną nagrodę przewodniczącego jury, Janusza Stefańskiego, dla najlepszego perkusisty na VI Jarmarku Muzycznym w Częstochowie; zaś w czerwcu 1971 r. grupa otrzymała I nagrodę w kategorii zespołów nowoczesnych na II Lubelskich Spotkaniach Wokalistów Jazzowych, a następnie wzięła udział w koncercie Jazzorama w ramach IX KFPP w Opolu). Brał również udział w nagraniu, wydanej w grudniu 1970 roku płyty Na szkle malowane, gdzie akompaniował Halinie Frąckowiak, Edwardowi Hulewiczowi oraz Jackowi Zielińskiemu i Andrzejowi Zielińskiemu z zespołu Skaldowie. Wiosną 1972 roku dokooptował do zespołu towarzyszącego piosenkarzowi Stanowi Borysowi, po czym dołączył do folkowo-popowej grupy Dyliżans dla której teksty pisał Kazimierz Szemioth. W 1974 roku wszedł w skład Gramine, by w 1975 przejść do zespołu 2 plus 1 z którym nagrał albumy Wyspa dzieci (kwiecień 1975) i Aktor (styczeń 1977), jak również kilka singli oraz wziął udział w kilku sesjach radiowych.